# Theridion maron
Theridion maron là một loài nhện trong họ Theridiidae.
Loài này thuộc chi Theridion. Theridion maron được Herbert Walter Levi miêu tả năm 1963.